# Arthur Jensen (Psychologe)

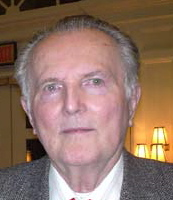
Arthur Jensen (2002)

Arthur Robert Jensen (* 24. August 1923 in San Diego, Kalifornien; † 22. Oktober 2012 in Kelseyville, Kalifornien) war ein US-amerikanischer Psychologe. In der Diskussion um die Ursachen für Intelligenzunterschiede war er ein wichtiger Vertreter des Standpunkts, dass Intelligenz zu einem erheblichen Teil genetisch bedingt sei.
Jensens mehr als 400 Artikel, Buchkapitel und Bücher umfassendes wissenschaftliches Werk befasst sich auf breiter Basis mit der Intelligenzforschung. Bei seiner kontroversen öffentlichen Rezeption stand im Vordergrund, dass Jensen 1969 in dem Fachartikel How Much Can We Boost I.Q. and Scholastic Achievement? auch den in Intelligenztests vielfach festgestellten Unterschied zwischen dem mittleren IQ von Weißen und Schwarzen teilweise auf genetische Unterschiede zurückgeführt hatte.

## Leben
Jensens Mutter war Linda Mary, geb. Schachtmayer, sein Vater Arthur Alfred Jensen, Präsident der Dixie Lumber Co.
Jensen studierte an der University of California, Berkeley (B. A. 1945), am San Diego State University (M. A. 1952) und promovierte 1956 an der Columbia University. Als Professor unterrichtete er anschließend in Berkeley.

## Wissenschaftler
Im Februar 1969 veröffentlichte er im Harvard Educational Review den kontrovers diskutierten Artikel How Much Can We Boost I.Q. and Scholastic Achievement?. Er geht darin von einem Bericht aus, in dem die United States Commission on Civil Rights 1967 festgestellt hatte, dass ein Programm zur kompensatorischen Erziehung in dem untersuchten Zeitraum nicht zu der gewünschten Steigerung der Leistungen sozial benachteiligter Schüler geführt hatte. Auf der Suche nach Gründen für diese Beobachtung gelangt er zu dem Schluss, dass Unterschiede im Intelligenzquotienten einem starken genetischen Einfluss unterlägen. Er stellt die Zweckmäßigkeit von Programmen in Frage, deren Ziel es ist, die durch IQ-Tests gemessene Intelligenz zu steigern und schlägt vor, stattdessen spezifische Fähigkeiten zu fördern. Da Jensen seine Theorie auch auf das im Mittel schlechtere Abschneiden von Schwarzen im Vergleich zu Weißen bei gängigen IQ-Tests überträgt, wurde ihm nach Veröffentlichung des Artikels Rassismus vorgeworfen. Obwohl Jensen einen Brief besaß, in dem die Herausgeber des Harvard Educational Review ihn gezielt dazu aufgefordert hatten, in seinem Artikel zu dieser Frage Stellung zu beziehen, bestritten die Herausgeber diese Bitte infolge der wütenden öffentlichen Reaktion.
Jensen glaubte, dass die Ebene I-Leistungen bei Arbeiter- und Unterschichtskindern gut ausgeprägt sein können – auch dann wenn ihr IQ niedrig ist. Jensen beklagt, dass „die traditionellen Methoden des Klassenzimmerunterrichts in Bevölkerungskreise entwickelt wurden, welche ein überwiegend mittelständisches Vorbild an Begabungen hatten“ und fordert eine Schule, die nicht nur den Mittelschichtslernstil berücksichtigt. Auf der Grundlage von Hicks Gesetz kann mit der von Jensen entwickelten Jensen-Box die Informationsverarbeitungsgeschwindigkeit als Indikator für die Intelligenz gemessen werden.
Jensen war Mitglied des redaktionellen Beirats der Fachzeitschriften Intelligence und Personality and Individual Differences.
Jensen wurde 2003 mit dem Kistler-Preis und 2006 mit dem Lifetime Achievement Award, der höchsten Auszeichnung der International Society for Intelligence Research, ausgezeichnet.

## Resonanz und Kritik
Die Veröffentlichung seines Aufsatzes zur genetischen Bedingtheit von Intelligenz hatte starke Proteste und sogar Morddrohungen zur Folge. Infolge dieser Proteste verweigerte die Zeitschrift Harvard Educational Review, in welcher der Artikel erschienen war, Jensen zeitweise Nachdrucke seiner Arbeit.
Der Paläontologe und Evolutionsforscher Stephen Jay Gould griff 1981 Jensens These in seinem Werk Der falsch vermessene Mensch (im Original The Mismeasure of Man) scharf an. Jensen veröffentlichte eine Review des Buchs, in dem er Gould die Konstruktion von Strohmannpositionen und die mangelnde Auseinandersetzung mit der aktuellen Forschung vorwarf.
Jensen publizierte mehrfach in Neue Anthropologie, der Zeitschrift des rechtsextremen Vereins Gesellschaft für biologische Anthropologie, Eugenik und Verhaltensforschung unter dem Vorsitz des Neonazis Jürgen Rieger. Ein ursprünglich für die Zeitschrift Mannus der Gesellschaft für Vor- und Frühgeschichte (Bonn) geplanter Artikel mit dem Titel Educability, Heritability and Population Differences wurde von dieser an die Neue Anthropologie weitergegeben.